# August Oetker

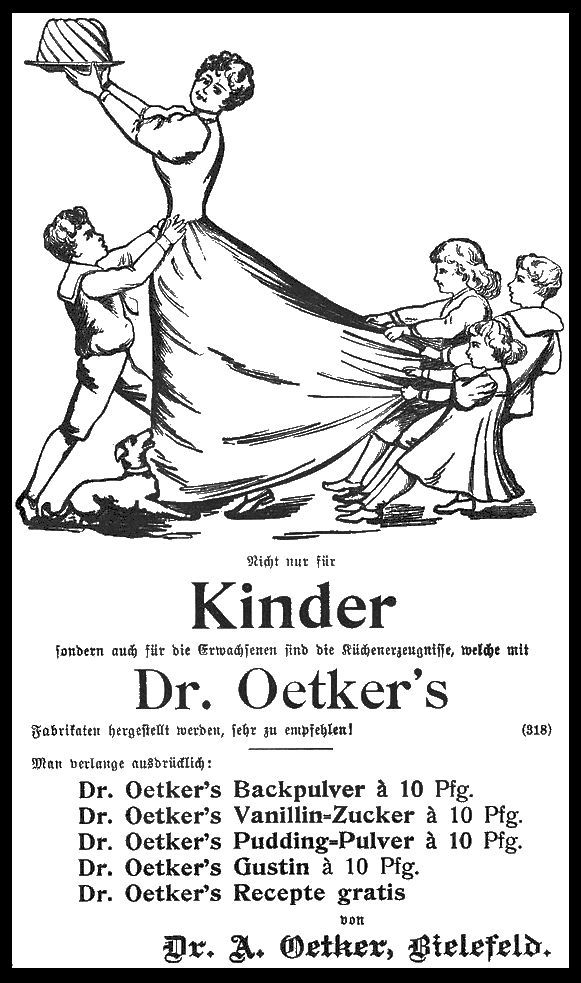
Reklám 1903-ból

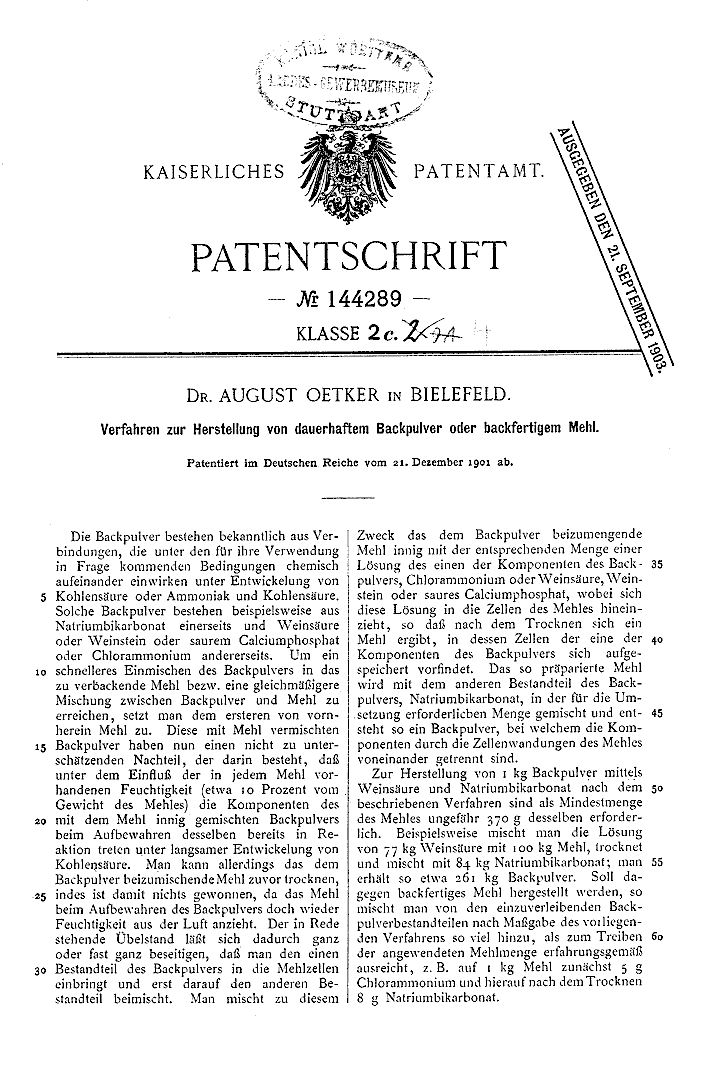

August Oetker (Obernkirchen, Alsó-Szászország, 1862. január 6. – Bielefeld, 1918. január 10.) német gyógyszerész, feltaláló, vállalkozó.

## Élete
1878-ban érettségizett, gyógyszerész tanuló lett, majd vizsgája után Wilhelm Carl Heraeus laboratóriumában dolgozott. 1888-ban doktorált Berlinben botanikából. Tanulóévei alatt ismerkedett meg a laboratóriumban Caroline Jacobival, 1889-ben esküdtek meg.
1891-ben Bielefeldben vásárolt egy gyógyszertárat. A parányi hátsó szobában kísérletezett, különböző készítményeket állított össze, (gyógybor, szemölcsirtó tinktúra, stb.) de a várt sikert egyik sem hozta meg. Ekkor kelesztő anyagon kezdett dolgozni, éjszakába nyúlóan kísérletezett. Bár a sütőport már feltalálta Justus von Liebig kémikus, de furcsa íze volt és nem lehetett tárolni. A háziasszonyok sorban álltak az élelmiszerüzletekben, ahol kimérték nekik.
1893-ban siker koronázta munkáját, 10 pfennigért kezdte forgalomba hozni a zacskós sütőport, ami egy font lisztből készített süteményhez volt elegendő. A minőséget a Dr. Oetker név biztosította, a háziasszonyok elragadtatással fogadták.
A Dr. Oetker családi vállalat felvirágzott. 1900-ban 20 millió, 1914-ben már 110 millió tasak sütőport adtak el. Később vaniliás cukrot, étkezési keményítőt, puddingport is forgalomba hoztak. Az 1950-es eladási rekordot (400 millió zacskó sütőpor, 350 millió pudingpor) soha nem sikerült újra megismételni.
A 20. század elején sütemény recepteket nyomtattak a sütőporos zacskókra, később nagy sikerű receptgyűjteményeket és szakácskönyveket is forgalomba hoztak. 1914-ben eladta a gyógyszertárat és új üzemet épített fel Bielefeldben, ahol 350 embert foglalkoztatott. Dolgozóit megbecsülte, karácsonyra aranyérméket vagy fejenként két vödör lekvárt ajándékozott nekik.
Jelentős anyagi támogatást nyújtott a Kaiser Wilhelm Institut für Chemie-nek (utódja a Max-Planck-Institut für Chemie) és egy biokémiai intézetnek.
A családi céget Rudolf fia vitte volna tovább, de 1916-ban elesett az első világháborúban. A mélyen lesújtott Oetker 1918-ban hunyt el.